# Józef Rychlicki
Józef Rychlicki (ur. 2 grudnia 1880 w Bielczy, zm. 8 kwietnia 1951 w Krakowie) – polski duchowny rzymskokatolicki, katecheta gimnazjalny i profesor na Wydziale Teologicznym Uniwersytetu Jagiellońskiego w Krakowie. 

## Życiorys

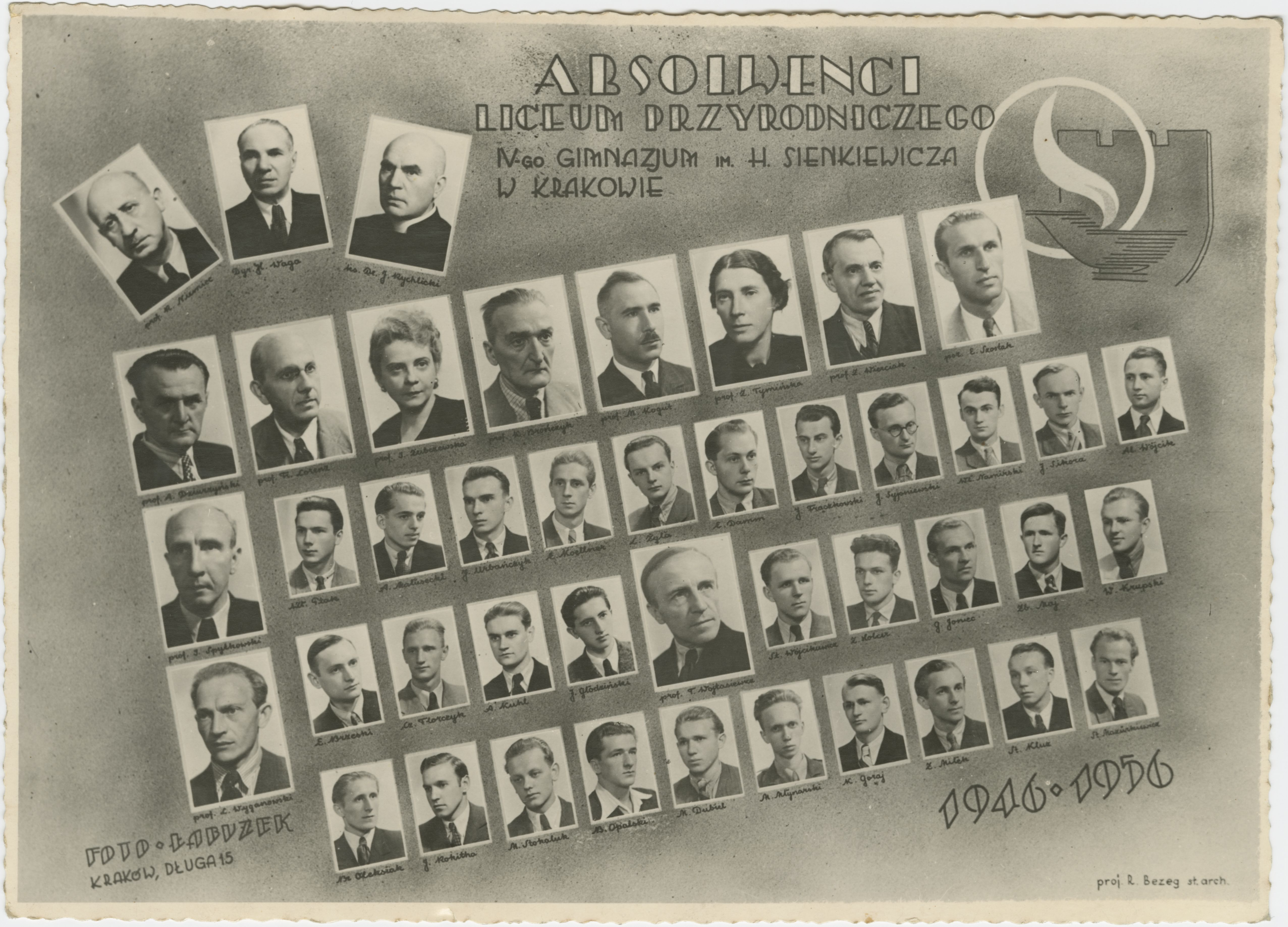
Absolwenci i profesorowie IV Gimnazjum... w Krakowie 1946

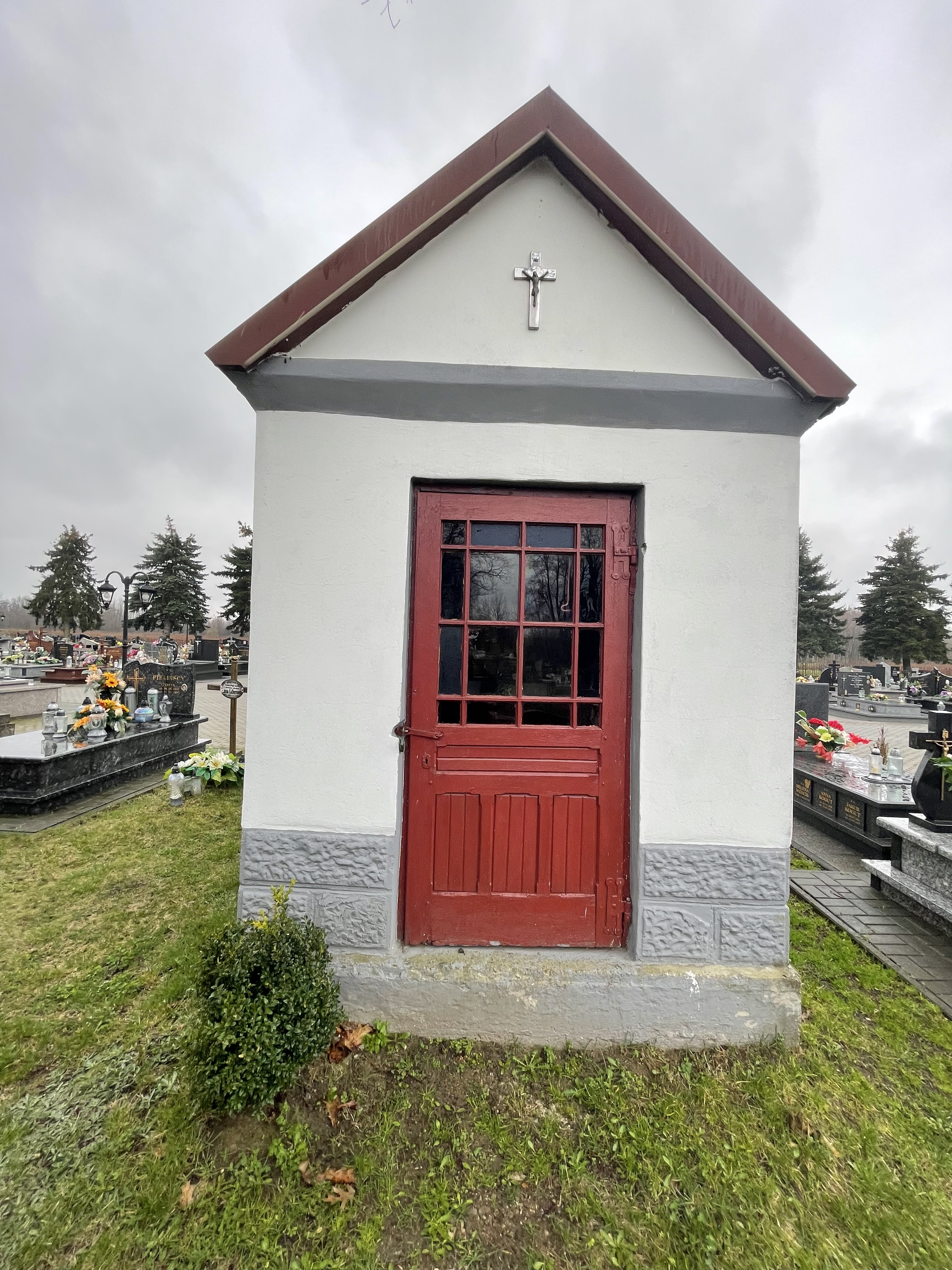
Kaplica Rychlickich w Bielczy

Józef Rychlicki urodził się 2 grudnia 1880 r. we wsi Bielcza koło Brzeska. Jego rodzice Franciszek i Marianna (z d. Wolnik) prowadzili gospodarstwo rolne. W 1904 r. Józef ukończył Gimnazjum w Bochni a w następnym roku wstąpił do Seminarium Duchownego w Krakowie. Święcenia kapłańskie otrzymał 26 lipca 1909 r. W latach 1909–1911 kontynuował studia na Uniwersytecie Gregoriańskim w Rzymie, które ukończył doktoratem z teologii. Po powrocie ze studiów pełnił obowiązki wikariusza w krakowskich parafiach: św. Józefa na Podgórzu (23 sierpnia 1911 – 26 sierpnia 1912), św. Mikołaja (26 sierpnia 1912 – 31 sierpnia 1914), św. Anny (1 września 1914 – 30 czerwca 1916) i w Bazylice Mariackiej (1 lipca 1916 – 1 stycznia 1917). Pracował także jako katecheta w  VI Gimnazjum w  Krakowie (1912–1913), V Gimnazjum (1913), IV Gimnazjum (1913–1916) oraz II Gimnazjum (1916–1918). Od 1 lutego 1918 r. do 1939 r. był katechetą w IV Gimnazjum im. H. Sienkiewicza w Krakowie. Od 1928 r. był członkiem Komisji Egzaminacyjnej dla katechetów szkół średnich. Przez wiele lat pełnił funkcję prezesa Koła Katechetów Archidiecezji Krakowskiej. W latach 1935–1951 prowadził zajęcia z katechetyki i pedagogiki na Wydziale Teologicznym Uniwersytetu Jagiellońskiego.
Podczas II wojny światowej, 9 listopada 1939 r. został aresztowany jako profesor UJ podczas wymierzonej przeciwko polskiej inteligencji akcji Sonderaktion Krakau. Najpierw więziony na Montelupich, a następnie przetrzymywany był w Nowym Wiśniczu. Wypuszczono go na wolność 22 czerwca 1940 r. W latach 1945–1951 był redaktorem „Miesięcznika Katechetycznego”.  
Ksiądz Rychlicki był jednym z propagatorów metody indywidualnego podejścia do ucznia, w której nauczyciel pomaga odnaleźć podopiecznemu istotę drogi podążania za wiedzą, tożsamością oraz wielopłaszczyznowym rozwojem.
Zmarł 18 kwietnia 1951 r. w Krakowie i został pochowany na cmentarzu parafialnym w rodzinnej Bielczy.

## Wybrane publikacje książkowe
- Liturgiczna służba Boża. Podręcznik dla młodzieży katolickiej. Kraków: Księgarnia Krakowska, 1946, s. 129.
- Dogmatyka katolicka. Poznań-Warszawa-Lublin: Księgarnia św. Wojciecha, 1948, s. 170.
- Zarys historii kościoła katolickiego dla wiernych. Kraków: Wydawnictwo Mariackie, 1948, s. 183.